# Molac
Pour les articles homonymes, voir Molac (homonymie).
Molac [mɔlak] est une commune française, située dans le département du Morbihan en région Bretagne.

## Géographie

### Situation
Le bourg de Molac est situé à vol d'oiseau à 24,6 km à l'est-nord-est de Vannes.
| Saint-Guyomard | Bohal       | Pleucadeuc |
| Le Cours       | Molac       | Pluherlin  |
| Larré          | Questembert |            |

## Géographie physique
La commune de Molac appartient à la région naturelle des Landes de Lanvaux. La commune est arrosée par la rivière Arz, un affluent de l'Oust, qui passe au sud du bourg. Au nord-est de la commune se trouve l'Étang du Grand Gournava qui est à cheval sur les communes de Molac, Pluherlin et Pleucadeuc. Le bourg de Molac est environné de bois, dont la grande forêt de Molac, qui fait partie des Landes de Lanvaux.
| - Carte topographique de la commune de Molac. |

### Hydrographie
Pour un article plus général, voir Réseau hydrographique du Morbihan.
La commune est située dans le bassin Loire-Bretagne. Elle est drainée par l'Arz, le ruisseau de la Louisiane et divers autres petits cours d'eau,.
L'Arz, d'une longueur de 66 km, prend sa source dans la commune de Plaudren et se jette  dans l'Oust à Saint-Jean-la-Poterie, après avoir traversé 15 communes. 

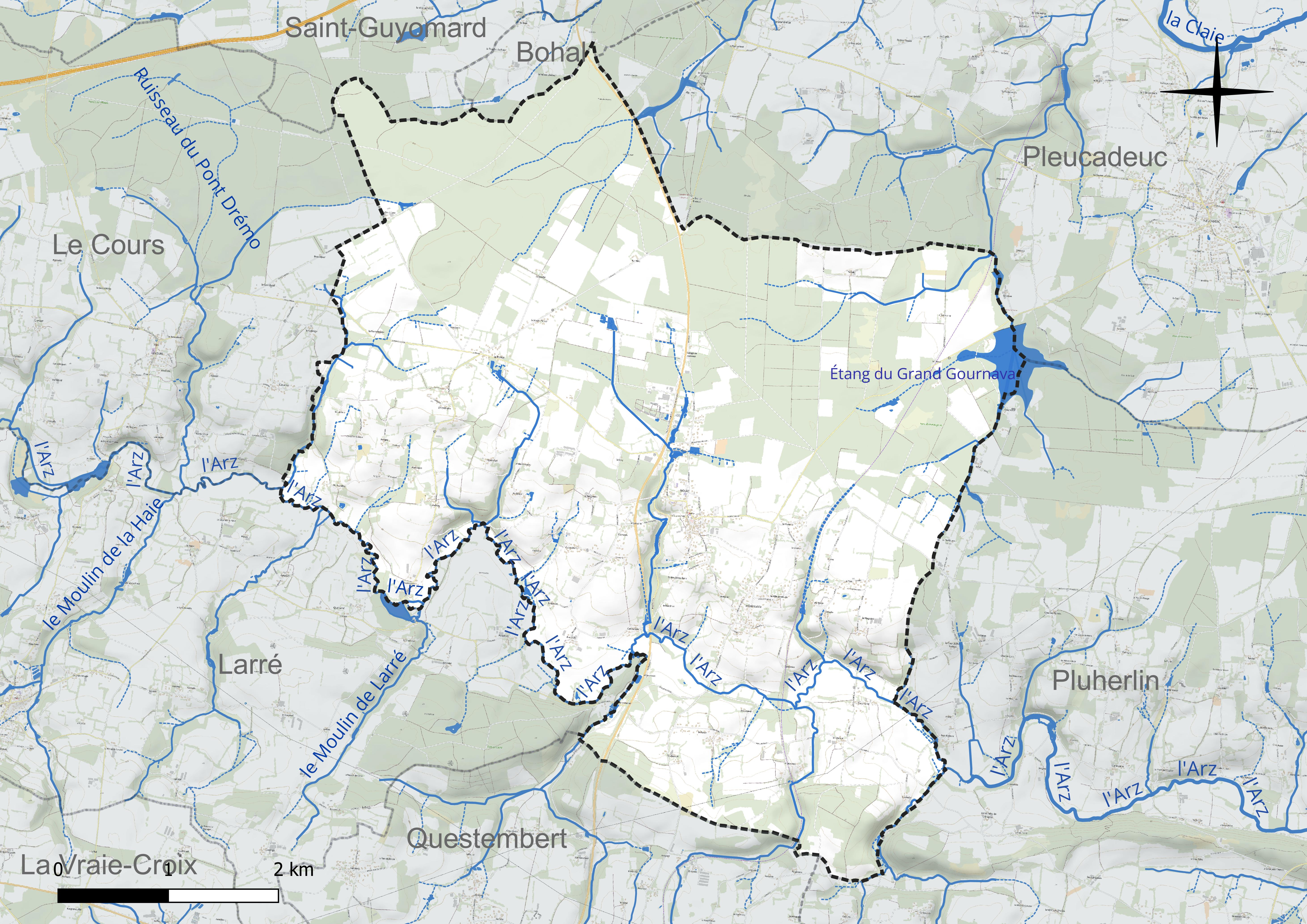
Réseau hydrographique de Molac.

Un plan d'eau complète le réseau hydrographique : l'étang du Grand Gournava, d'une superficie totale de 25,8 ha (14,82 ha sur la commune),.

### Climat
Pour des articles plus généraux, voir Climat de la Bretagne et Climat du Morbihan.
En 2010, le climat de la commune est de type climat océanique franc, selon une étude du CNRS s'appuyant sur une série de données couvrant la période 1971-2000. En 2020, Météo-France publie une typologie des climats de la France métropolitaine dans laquelle la commune est exposée à un climat océanique et est dans la région climatique  Bretagne orientale et méridionale, Pays nantais, Vendée, caractérisée par une faible pluviométrie en été et une bonne insolation. Parallèlement l'observatoire de l'environnement en Bretagne publie en 2020 un zonage climatique de la région Bretagne, s'appuyant sur des données de Météo-France de 2009. La commune est, selon ce zonage, dans la zone « Intérieur Est », avec des hivers frais, des étés chauds et des pluies modérées.
Pour la période 1971-2000, la température annuelle moyenne est de 11,6 °C, avec une amplitude thermique annuelle de 12,4 °C. Le cumul annuel moyen de précipitations est de 875 mm, avec 13,2 jours de précipitations en janvier et 6,6 jours en juillet. Pour la période 1991-2020, la température moyenne annuelle observée sur la station météorologique la plus proche, située sur la commune de Pleucadeuc à 6 km à vol d'oiseau, est de 11,9 °C et le cumul annuel moyen de précipitations est de 907,2 mm,. Pour l'avenir, les paramètres climatiques de la commune estimés pour 2050 selon différents scénarios d’émission de gaz à effet de serre sont consultables sur un site dédié publié par Météo-France en novembre 2022.

## Urbanisme

### Typologie
Au 1er janvier 2024, Molac est catégorisée commune rurale à habitat dispersé, selon la nouvelle grille communale de densité à sept niveaux définie par l'Insee en 2022.
Elle est située hors unité urbaine. Par ailleurs la commune fait partie de l'aire d'attraction de Vannes, dont elle est une commune de la couronne,. Cette aire, qui regroupe 47 communes, est catégorisée dans les aires de 50 000 à moins de 200 000 habitants,.

### Occupation des sols
L'occupation des sols de la commune, telle qu'elle ressort de la base de données européenne d’occupation biophysique des sols Corine Land Cover (CLC), est marquée par l'importance des territoires agricoles (58,2 % en 2018), une proportion sensiblement équivalente à celle de 1990 (58,7 %). La répartition détaillée en 2018 est la suivante : 
forêts (37,2 %), zones agricoles hétérogènes (25,6 %), terres arables (18,4 %), prairies (14,2 %), zones urbanisées (4 %), eaux continentales (0,5 %). L'évolution de l’occupation des sols de la commune et de ses infrastructures peut être observée sur les différentes représentations cartographiques du territoire : la carte de Cassini (XVIIIe siècle), la carte d'état-major (1820-1866) et les cartes ou photos aériennes de l'IGN pour la période actuelle (1950 à aujourd'hui).

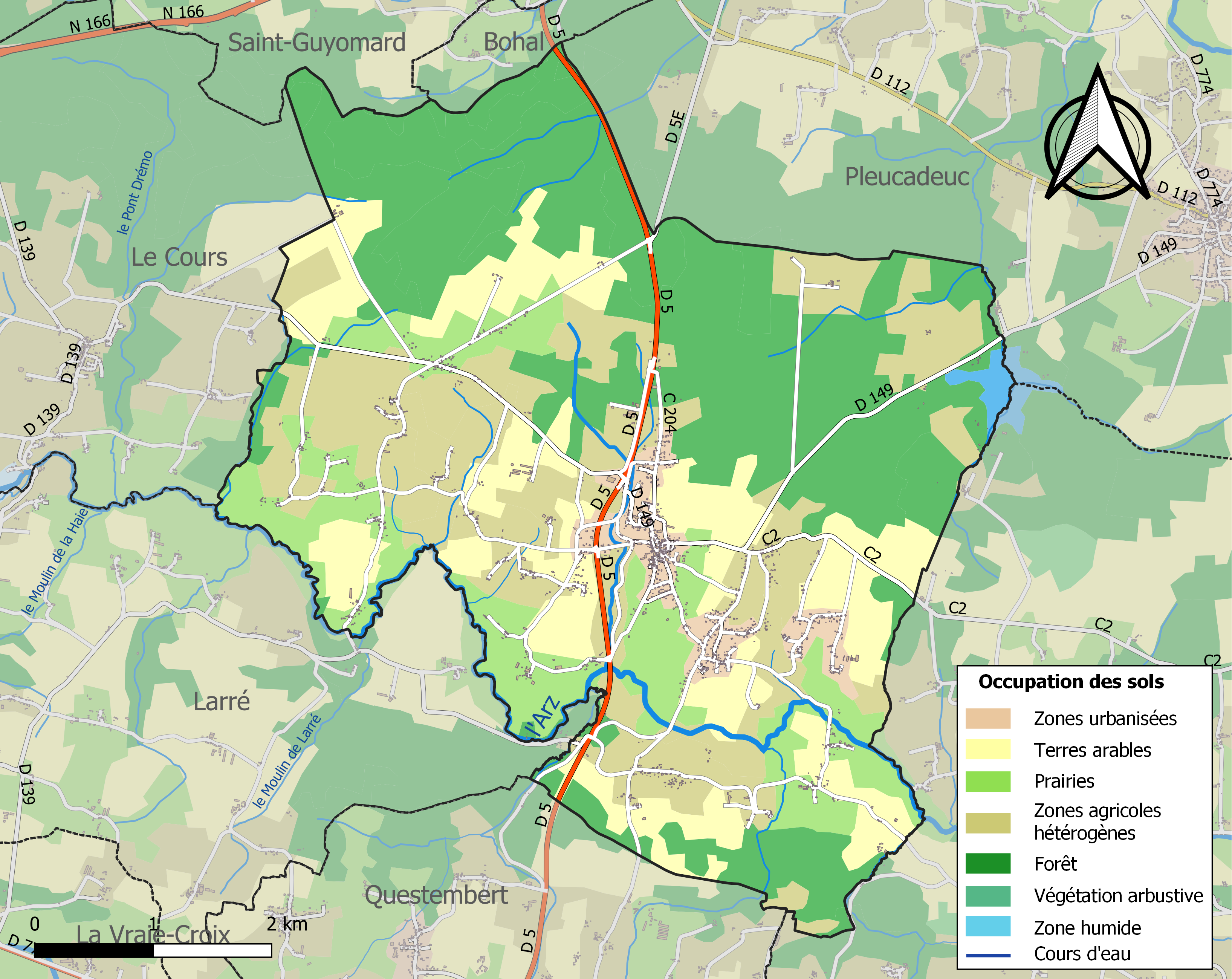
Carte des infrastructures et de l'occupation des sols de la commune en 2018 (CLC).

## Toponymie
Le nom de la localité est attesté sous les formes Plebs Condita et Mullacum en 820,, Mulacum en 849, Mullac en 850, Mollach en 1116,, Molac en 1128 et 1160, Mollac au XIIe siècle, Moullac en 1387, Moulac en 1460,.
Le nom de Molac en gallo est Moula.
La forme bretonne actuelle proposée par l'Office public de la langue bretonne est Moulleg. Selon l’enquête de Coquebert de Montbret de 1806, Molac comme Larré ou Questembert sont des communes où l’on parlait encore breton.

## Histoire

### Moyen-Âge

#### Les Hospitaliers
La chapelle Notre-Dame-du-Carmel au Lindeul, chapelle du XIIIe siècle édifiée par les Hospitaliers de l'ordre de Saint-Jean de Jérusalem.

### Révolution française
Joseph Lucas, originaire de Pleucadeuc, vicaire à Molac, fut déporté à l'Île de Ré le 5 décembre 1798.

### LeXXesiècle

#### La Belle Époque
Un décret du Président de la République en date du 14 juin 1911 attribue, à défaut de bureau de bienfaisance, les biens ayant appartenu à la fabrique de Molac et actuellement placés sous séquestre à la commune de Molac.

#### L'Entre-deux-Guerres
En 1931, une partie de la commune prend son indépendance et devient la commune de Le Cours.

## Politique et administration
| Période                                  | Période  | Identité                         | Étiquette | Qualité                                                                 |
| ---------------------------------------- | -------- | -------------------------------- | --------- | ----------------------------------------------------------------------- |
| novembre 1947                            |          | Gabriel Jollivet                 | RPF       |                                                                         |
| 2001                                     | 2014     | Marie-Thérèse Luherne            | DVG       |                                                                         |
| 2014 Réélue en 2020                      | En cours | Marie-Claude Costa Ribeiro Gomes | SE        | Ouvrière Présidente de la Communauté de communes Questembert Communauté |
| Les données manquantes sont à compléter. |          |                                  |           |                                                                         |

## Démographie
Entre 1999 et 2007, la population de Molac a augmenté de 2,5 % par an grâce au solde naturel (0,4 %) et au solde migratoire de 2,1 %.
L'évolution du nombre d'habitants est connue à travers les recensements de la population effectués dans la commune depuis 1793. Pour les communes de moins de 10 000 habitants, une enquête de recensement portant sur toute la population est réalisée tous les cinq ans, les populations de référence des années intermédiaires étant quant à elles estimées par interpolation ou extrapolation. Pour la commune, le premier recensement exhaustif entrant dans le cadre du nouveau dispositif a été réalisé en 2008.

En 2022, la commune comptait 1 636 habitants, en évolution de +5,62 % par rapport à 2016 (Morbihan : +3,82 %, France hors Mayotte : +2,11 %).
| 1793  | 1800  | 1806  | 1821  | 1831  | 1836  | 1841  | 1846  | 1851  |
| ----- | ----- | ----- | ----- | ----- | ----- | ----- | ----- | ----- |
| 1 400 | 1 330 | 1 521 | 1 470 | 1 455 | 1 499 | 1 390 | 1 449 | 1 522 |

| 1856  | 1861  | 1866  | 1872  | 1876  | 1881  | 1886  | 1891  | 1896  |
| ----- | ----- | ----- | ----- | ----- | ----- | ----- | ----- | ----- |
| 1 459 | 1 450 | 1 573 | 1 570 | 1 609 | 1 708 | 1 772 | 1 788 | 1 895 |

| 1901  | 1906  | 1911  | 1921  | 1926  | 1931  | 1936  | 1946  | 1954  |
| ----- | ----- | ----- | ----- | ----- | ----- | ----- | ----- | ----- |
| 1 977 | 1 859 | 1 891 | 1 760 | 1 869 | 1 840 | 1 188 | 1 124 | 1 056 |

| 1962  | 1968 | 1975 | 1982 | 1990 | 1999  | 2006  | 2008  | 2013  |
| ----- | ---- | ---- | ---- | ---- | ----- | ----- | ----- | ----- |
| 1 001 | 940  | 907  | 949  | 913  | 1 007 | 1 197 | 1 251 | 1 486 |

| 2018  | 2022  | - | - | - | - | - | - | - |
| ----- | ----- | - | - | - | - | - | - | - |
| 1 590 | 1 636 | - | - | - | - | - | - | - |

## Culture et patrimoine

### Histoire linguistique
Aujourd'hui, on y parle le français. En 1806, selon la recherche impériale de Charles Coquebert de Montbret, la commune parlait breton.

### Lieux et monuments

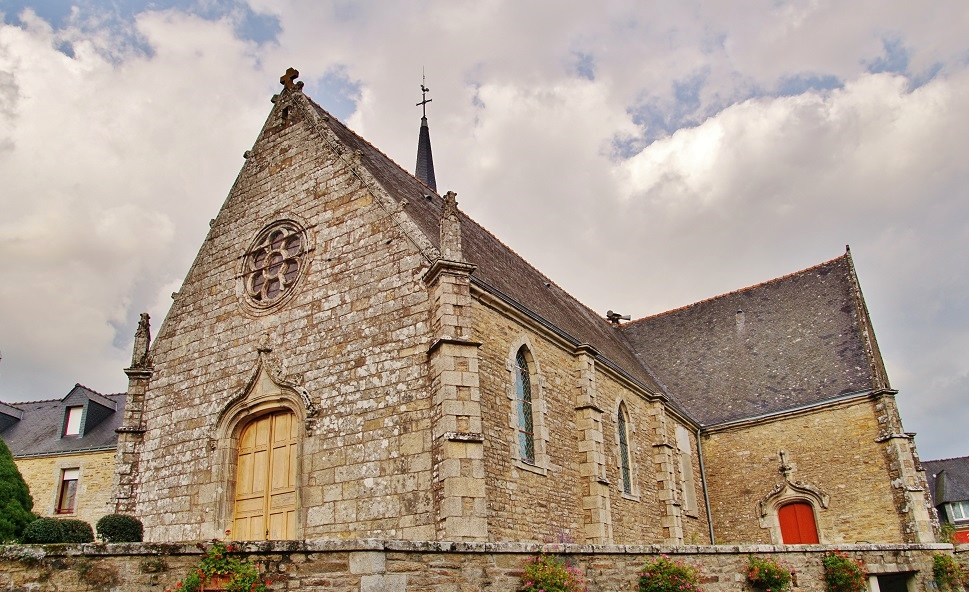
L'église Saint-Cyr et Sainte-Julitte de Molac

- L'église Saint-Cyr-et-Sainte-Julitte, église bâtie sur un piton rocheux au XVIIe siècle.
- La chapelle Notre-Dame-du-Carmel au Lindeul.

### Héraldique
|  | Les armoiries de Molac se blasonnent ainsi : De gueules, à sept mâcles d’argent posées, trois, trois et un. (Armes de la famille de Molac, ramage de Rohan.) |

## Conte légendaire
- La Lande de Lanvaur [Lanvaux] ou Légende du pommier de Coëtdelo: ce conte légendaire, transcrit par le docteur Alfred Fouquet, raconte que saint Pierre et saint Paul, « qui voyageaient sur la terre pour voir comment allait le monde » arrivent sous une pluie battante à un village situé entre Molac et Pleucadeuc et se voient refuser l'hospitalité par Richard, l'homme le plus riche du hameau et par contre sont bien accueillis par le bonhomme Misère dans sa pauvre cabane[31].

## Personnalités liées à la commune
- Émile Coué (1857-1926), auteur de la méthode du même nom : son père, Exupère Coué de La Chataigneraie, est originaire de Le Cours, auparavant avant 1932 Le Cours-de-Molac était un lieu dit rattaché à la commune de Molac.